# Emil Kohn
Emil Kohn (* 30. Oktober 1845 in Markt Erlbach; † 5. März 1906 in Nürnberg) war ein deutscher Privatbankier.

## Familie
Emil Kohn entstammte einer Hopfenhändlerfamilie aus Markt Erlbach: Seine Großeltern waren Mayer (1772–1838) und Nanette Kohn. Sein Onkel, Josef Kohn war 1845 nach Nürnberg gezogen und hatte ca. fünf Jahre später, als erster Jude nach 350 Jahren, die Erlaubnis erhalten, sich dort niederzulassen. Sein Vater, Anton Kohn (1820–1882) folgte diesem 1848, gründete einen Hopfenhandel, wozu auch später Bank- und Wechselgeschäfte gehörten. 1852 erwarben die Brüder Kohn für 27.500 Gulden das Haus Königstraße 26, Ecke Brunnengasse, gegenüber der Lorenzkirche. (Nach Zerstörung im Krieg wieder aufgebaut und der der heutige Drogeriemarkt Müller.) 1859 gehörten sie zu den Gründungsmitgliedern des Israelitischen Religionsvereins. Anton wurde 1860 in der Freimaurerloge Joseph zur Einigkeit aufgenommen. Er gehörte der Fortschrittspartei an, war ab 1872 Mitglied des Magistrats und ab 1876 im Landrat von Mittelfranken. Als sich 1878 die Brüder Kohn zusammen mit ihren Söhnen trennten, zog Josef mit seinem Geschäft in die Königstraße 41. Josef hatte 1867 auf Wunsch seiner verstorbenen Frau die Sophie Kohn'sche Polytechnikum-Stiftung errichtet. Anton bestimmte in seinem Testament einen Betrag von 10.000 Mark für wohltätige Zwecke, die von seinen Erben auf verschiedene Organisationen aufgeteilt wurden. Die Erben richteten auch die Anton Kohn'sche Stiftung für verarmte Kaufleute ein.

## Leben
Emil Kohn übernahm 1882 mit seinem jüngeren Bruder Georg Friedrich (1855–1919) die väterliche Firma. Sechs Jahre später konzentrierte er sich ausschließlich auf die Führung des Bankhauses. Als 1905 die Bayerische Hypotheken- und Wechsel-Bank vergeblich versucht, das Bankhaus zu übernehmen, belief sich das arbeitende Kapital auf acht Millionen Mark bei 6,25 % Gewinn. Er war in den Aufsichtsräten bei Elektrizitäts-AG vormals Schuckert, der Augsburger Straßenbahn AG und der Aktienbrauerei Löwenbräu vertreten; Georg Friedrich bei den Mars-Werken. 1887–1896 im Kollegium der Gemeindebevollmächtigten, hatte er mehrfach das Etatsreferat inne. 1885 wurde er Marktadjunkt und 1892 Marktvorsteher sowie Handelsrichter. 
1895–1897 ließ Emil auf dem ehemaligen Gartengelände Campestraße 10 seine Villa nach den Plänen des Nürnberger Architekten Emil Hecht im Rokokostil errichten. Ein ovales, in Südwestrichtung ausgerichtetes Treppenhaus verbindet die nach Norden und Osten verlaufenden Gebäudetrakte. 
Mit seiner Frau Wilhelmine (1858–1940), der Tochter von Markus Maas aus Grünstadt, hatte er sieben Kinder, darunter: 
- Elise (1879–1942) heiratete Oberpostassessor Paul Max Kann (1868–1935), der im Frühjahr 1933 von Postrat Andreas Enzensberger,[3] dem einstigen Leiter der Funkwacht, als Geschäftsführer des Postmuseums abgelöst wurde. Sie lebten mit ihren Töchtern Charlotte und Helene Kann in der Villa.
- Johanna Kohn (1882–1942), verheiratete Gugenheimer
- Martin (1877–1942)
- Richard (1881–1941), war vielfältig in der Kommunalpolitik aktiv.

## Nachwirkungen
Nach seinem Tod im Jahr 1906 führten die beiden Söhne das Bankgeschäft fort. Mit anderen beteiligten sie sich 1911 an der Gründung des Großkraftwerk Franken. 1922 eröffneten sie eine Depositenkasse in der Bauerngasse. In den letzten Jahren bis Sommer 1938, als Richard Zuchthaus wegen Rassenschande drohte, konnten sie sich gegen Drangsalierungen behaupten.
Als bei der Reichspogromnacht im November 1938 die Ausstattung der Villa zerschlagen wurde, ließen die Schlägertrupps auf Bitten des Hausmeisters seine achtzigjährige Witwe, Wilhelmine in Ruhe. Die Gebäudeanlage in der Campestraße ging im Zuge der Arisierung für zehn Prozent des Einheitswertes zunächst in den Besitz des Gauleiters Julius Streicher; und wurde ab 1940 vom Reichsarbeitsdienst genutzt. Die Söhne wurden 1941 und 1942 ins Lager Jungfernhof deportiert und überlebten diese Zeit dort nicht. 
Die Villa konnte von seinen Enkelinnen, die den Krieg in den USA verbracht hatten, 1946–1952 zurück erstritten und 1955 an die Gesellschaft Museum e.V. verkauft werden. Wegen immenser Unterhaltskosten des Gebäudes mussten mittlerweile Teile des Gartens an das Wohnbauprojekt Campe-Park veräußert werden. Zusätzlich befinden sich heute in der Villa ein Restaurant, eine Tanzschule sowie ein Architekturbüro. Die wenigen erhaltenen Firmenunterlagen besaß Charlottes Sohn, John E. Metzger (1919–2013) in den USA.